# Lawrence G. Rossin

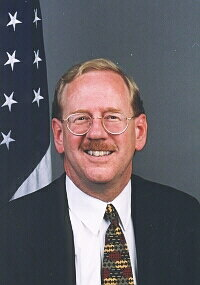
Lawrence G. Rossin

Lawrence George Rossin (* 3. November 1952 in Newark, Kalifornien; † 6. Oktober 2012 in Rockville, Maryland) war ein US-amerikanischer Diplomat, der unter anderem von 2001 bis 2003 Botschafter der Vereinigten Staaten in Kroatien war.

## Leben
Lawrence George Rossin absolvierte ein Studium der Wirtschaftswissenschaften am Claremont McKenna College (CMC), welches er 1975 mit einem Bachelor of Arts (BA Economics) beendete. 1975 trat er als Foreign Service Officer in den diplomatischen Dienst des Außenministeriums und fand in den folgenden Jahren zahlreiche Verwendungen im Ministerium sowie an Auslandsvertretungen in Mali, Südafrika und Barbados. Im Außenministerium wiederum war er Assistent im Stab des Leiters der Unterabteilung für interamerikanische Angelegenheiten (Assistant Secretary of State for Inter-American Affairs) und dort zeitweilig Referent für Peru. Er fungierte als Botschaftsrat für politische Angelegenheiten an der Botschaft in Haiti sowie als Botschaftsrat für politische Angelegenheiten in den Niederlanden. Er war zwischen 1988 und 1989 Absolvent des NATO Defense College in Rom und nach seiner Rückkehr war er im Außenministerium Leiter des Referats für die Besetzung des Botschaftspersonals (Director, Chief of Mission Authority and Overseas Staffing). Er war zwischen 1993 und 1994 Direktor für interamerikanische Angelegenheiten des Nationalen Sicherheitsrates NSC (US National Security Council). Seine Hauptaufgabe bestand darin, die Politik der Vereinigten Staaten gegenüber Haiti zu entwerfen und zu koordinieren. Er beteiligte sich 1994 an den erfolgreichen Verhandlungen des ehemaligen US-Präsidenten Jimmy Carter zur Beendigung des dortigen Militärregimes und absolvierte zudem 1994 ein Seminar am Massachusetts Institute of Technology (MIT).
Rossin von 1995 bis 1998 als Deputy Chief of Mission Ständiger Vertreter und Stellvertreter des Botschafters in Spanien. Während dieser Zeit war er nach der Abberufung von Botschafter Richard N. Gardner im Juli 1997 bis zum Amtsantritt von Botschafter Edward L. Romero im Juni 1998 Geschäftsträger der Botschaft in Madrid. Nach seiner Rückkehr war er im Außenministerium zwischen 1998 und 1999 Leiter des Referats Südliches Mitteleuropa (Director, Office of South Central European Affairs). In dieser Funktion war er aktiv an diplomatischen Bemühungen im Zusammenhang mit dem Kosovokrieg und der Umsetzung des Abkommens von Dayton beteiligt und leitete die US-Delegationen zu den Kosovo-Konferenzen in Rambouillet und Paris im Jahr 1999. Daraufhin fungierte er von 1999 bis 2000 Leiter der Vertretung (Chief of Mission) im Kosovo. Am 28. Dezember 2000 wurde Rossin zum Botschafter der Vereinigten Staaten in Kroatien ernannt und übergab dort als Nachfolger von William Dale Montgomery am 19. Januar 2001 seine Akkreditierung. Er verblieb auf diesem Posten bis zum 27. Juni 2003 und wurde daraufhin von Ralph Frank abgelöst. 2001 war zudem Absolvent eines Verwaltungsseminar beim Aspen Institute.
Im September 2004 schied er aus dem diplomatischen Dienst und wechselte in den Dienst der Vereinten Nationen. Am 1. Oktober 2004 wurde Lawrence G. Rossin Erster stellvertretender Sonderbeauftragter des Generalsekretärs für die Übergangsverwaltungsmission der Vereinten Nationen im Kosovo UNMIK (United Nations Interim Administration Mission in Kosovo). In dieser dem Generalsekretär der Vereinten Nationen unterstellten Position war er für die Gesamtprogrammverwaltung einer großen und komplexen Post-Konflikt-Mission verantwortlich, die gemäß der Resolution 1244 des UN-Sicherheitsrates vom 10. Juni 1999 eine umfassende Palette von Aufgaben wahrnahm wie der Governance-Verantwortung beim Aufbau und der Stärkung der Institutionen des Kosovo sowie bei der Erleichterung des Prozesses zur Bestimmung des künftigen politischen Status des Kosovo. Am 20. Februar 2006 ernannte UN-Generalsekretär Kofi Annan ihn zum Ersten stellvertretenden Sonderbeauftragten für die Stabilisierungsmission in Haiti MINUSTAH (Mission des Nations Unies pour la stabilisation en Haïti). Zuletzt war er von 2008 bis zu seiner Pensionierung 2011 stellvertretender Assistierender Generalsekretär der NATO für Operationen und leistete in dieser Funktion politische Unterstützung für NATO-Militäreinsätze.
Aus seiner Ehe mit Debra J. McGowan gingen die Tochter Claire (* 1985) und der Sohn Alec Rossin (* 1990) hervor. Er verstarb an den Folgen eines Multiplen Myeloms.